# Пятнистая цепола
Пятнистая цепола, или колючая цепола (лат. Acanthocepola limbata), — вид морских лучепёрых рыб из семейства цеполовых (Cepolidae).

## Описание
Длина до 56,5 см. Тело тонкое, удлиненное, сильно сжатое с боков, постепенно заостряется к хвосту. Туловище короткое. Голова сжатая с боков, тупая, очень короткая. Длина головы 11—13,7 раза в длине тела. Рот конечный, косой. Рыло очень короткое. Зубы тонкие, длинные. Жаберные отверстия широкие. Спинной и анальный плавники длинные. Спинной плавник начинается на затылке, анальный — несколько позади основания грудного плавника — оба плавника сливаются с хвостовым. Грудные плавники короткие. Хвостовой плавник редуцирован. В спинном плавнике 104 луча; в анальном — 105. Окраска ярко-красная. В передней части спинного плавника имеется характерное чёрное пятно.

## Ареал
Японское море, от центральной части Хонсю далее на юг, Жёлтое море, Мокпхо, Южно-Китайское море до Хайнань.

## Биология
Донная рыба. Живёт в норах, которые сооружает в песчаном или илистом грунте, либо скрывается в других укрытиях и в пещерах. В укрытиях рыбы проводят большую часть дня и становятся активными с наступлением сумерек. Иногда плавают в вертикальном положении в толще воды. Питается преимущественно мелкими планктонными ракообразными.